# كريس براون (لاعب كرة قدم أمريكي)
كريس براون (بالإنجليزية: Chris Brown)‏ (3 يوليو 1974 في الولايات المتحدة - ) هو لاعب كرة قدم أمريكية ولاعب كرة قدم أمريكي في مركز مُؤمن ‏.